# Viktorin Ptujski
Viktorin Ptujski (latinsko Victorinus Poetovionensis ali Petavionensis, napačno tudi Victorinus Pictaviensis), grški škof, teolog, cerkveni pisatelj, mučenec, cerkveni oče in svetnik, * okoli 250, † 2. november 303.
Viktorin Ptujski velja za prvega latinskega eksegeta (razlagalca) Svetega pisma. Poleg tega velja tudi za prvega pisatelja iz današnjega slovenskega ozemlja. Če drži domneva, da je bil sveti Hieronim doma s Krasa, je Viktorin skupaj z njim eden izmed dveh cerkvenih očetov, ki prihajajo iz današnjega slovenskega ozemlja.

## Ime
Viktorina so mnogo časa imeli za škofa mesta Poitiers v Akvitaniji v Franciji. Temu je botrovalo napačno branje pridevka Petavionensis, kot ga je zapisal že sveti Hieronim, saj so ga razumeli kot Pictavionensis (piktavijski), torej iz galskega mesta Pictavium (današnji Poitiers). Zagato je rešil francoski duhovnik, teolog in zgodovinar Jean de Launoy (1603–1678), ki je leta 1653 objavil razpravo De Victorino episcopo et martyre dissertatio in v njej znanstvenokritično pojasnil pomoto zapisovanja pridevka. Čeprav je razpravo sprejela večina strokovnjakov, se je kljub temu napaka pojavljala še vse v 19. stoletje. Danes je splošno sprejeto, da je bil škof mesta Poetovio (danes Ptuj).

## Življenjepis
Viktorin je bil, kot navaja Hieronim, po rodu Grk. Njegov rojstni kraj ostaja neznan. Ferdinand Reisp (1818–1898), oskrbnik Ptujskega gradu in pisec knjige o zgodovini mesta kot edini omenja, da je bil Viktorin doma iz Aten, vendar ta podatek ostaja nepotrjen, zato kot tak ni zanesljiv. Nekateri zgodovinarji, med njimi France M. Dolinar, so mnenja, da je bil Viktorin domačin iz Poetovija. Po pričevanju Kasiodorja, rimskega pisatelja (okoli 485–585), je bil Viktorin najprej govornik, kasneje pa je postal škof.
Za škofa ga je najverjetneje imenoval metropolit Sirmiuma (danes Sremska Mitrovica), pod čigar jurisdikcijo je spadala celotna Panonija in del Norika. Po propadu Sirmijske nadškofije v začetku 5. stoletja je njeno ozemlje prešlo pod jurisdikcijo Oglejskega nadškofa. Sirmium je leta 293, ko je cesar Dioklecijan uvedel tetrarhijo štirih socesarjev, postal ena izmed štirih prestolnic. Viktorin je škofovsko službo opravljal v drugi polovici 3. stoletja in je bil eden redkih, ki so kljub rimskemu preganjanju delovali in literarno ustvarjali v tem obdobju. Po danes znanih podatkih je Viktorin prvi poimensko znani poetovijski škof, čeprav je zelo verjetno pred njim bil še kakšen. Martine Dulaey utemeljeno domneva, da je Viktorin potoval na Vzhod v Jeruzalem, kjer se je seznanil z bogato knjižnico tamkajšnjega škofa Aleksandra. V svojem Kronološkem fragmentu se namreč poslužuje podatkov, ki so bili dostopni le v njej.
Hieronim Viktorina omenja na več mestih. Nekajkrat mu pravi celo naš Viktorin (Victorinus noster), s čimer je najbrž hotel poudariti, da oba prihajata iz istega dela cesarstva (Hieronimov rojstni kraj je bil Stridon, ki je domnevno ležal na Krasu). Omenja tudi, da »ni znal enako dobro latinsko kot grško. Zato so njegova dela sicer velika v mislih, zdijo pa se manjvredna zaradi načina pisanja.« Izjava potrjuje, da je Viktorin kot intelektualec iz grškega sveta, ki je kulturno spadal k vzhodnemu delu cesarstva, prišel v Poetovio, ki je spadal k zahodnemu delu in kjer je bila domača latinščina, ki se je je moral čimbolje privaditi. Hieronim pravi še, da je Viktorin imel veliko voljo do učenosti, ne pa tudi učenosti same. Mihael Napotnik v svoji Viktorinovi biografiji zavrača misel, da naj bi to pomenilo, da je bil Viktorin neizobražen, saj njegova dela pričujejo o teološko izjemno izobraženemu človeku. Spričo tega sklepa se omenjeni citat nanaša le na odnos posvetnih znanosti napram teološkim. Še bolj verjetna se zdi razlaga, da Viktorin ni imel formalne izobrazbe, niti posvetne niti teološke. To bi dejansko pomenilo, da se je v teološke vode podal kot samouk. Ne glede na te dokaj kritične izjave, je Hieronim Viktorina izjemno cenil. Napotnik celo pravi, da je Hieronim izmed vseh cerkvenih očetov in pisateljev nedvomno najbolje poznal prav Viktorina. Hieronim ga v apologiji zoper oglejskega duhovnika Rufina omenja kot stebra Cerkve (columna Ecclesiae) poleg škofov Hilarija iz Poitiersa in Ambroža Milanskega.
Kdaj, kje in na kakšen način je Viktorin umrl, ostaja neznanka. Gotovo je le, da je umrl mučeniške smrti, domnevno z obglavljenjem. Datum smrti je pri največ avtorjih naveden kot 2. november 303, kar sovpada z Dioklecijanovimi preganjanji kristjanov.

## Delo
Viktorinova dela so edinstven dokument življenja Cerkve tistega časa in prostora. Njegovo bistveno delo je eksegetsko in ga štejemo za prvega latinskega razlagalca Svetega pisma. Kot škof je namreč čutil posebno dolžnost, da razlaga in oznanja besedo evangelija. Izmed vseh del, ki jih je napisal, se jih je do danes ohranila le manjšina. Hieronim izmed vseh navaja še najpopolnejši seznam njegovih del. V 74. poglavju svojega spisa o cerkvenih pisateljih pravi, da je »napisal komentarje h Genezi, Eksodusu, Levitiku, Izaiji, Ezekijelu, Habakuku, Pridigarju, Visoki pesmi, Razodetju, zoper vse herezije ter še mnogo drugega.« Smemo torej sklepati, da je bil Viktorin specialist predvsem za Staro zavezo, čeprav je nujno moral obvladovati tudi Novo, kakor je razvidno iz njegovih del, predvsem citatov iz evangelijev in pisem svetega Pavla. Zelo ga je morala nagovarjati tudi tema apokaliptike v Svetem pismu, pri čemer najbrž ni naključje, da se je zaradi »temeljitosti pristopa« njegova Razlaga Razodetja ohranila kot edino obširneje ohranjeno delo. Pri slednji je prav tako pokazal velik smisel za motrenje preroškosti časov. Od spisov proti herezijam se do danes ni ohranil niti eden. Škof Optat Milevski, ki sicer velja za prvega, ki Viktorina sploh omenja, v obširnem delu zoper donatističnega škofa Parmenijana navaja, da se je Viktorin ob boku papeža Zefirina, Tertulijana in ostalih boril zoper Markiona, Praksejo, Sabelija, Valentina in druge krivoverce, vključno z montanisti.
Ohranjena dela vključujejo:
- Razlaga Razodetja (In Apocalypsin) je nastala kmalu po letu 260 in je bila do nedavnega znana v Hieronimovi predelavi, ki je izvorno besedilo predrugačila in je bila podlaga za objavo v delu Patrologia Latina Jacquesa Paula Migneja. Rokopis z izvornim besedilom je leta 1916 v Vatikanski knjižnici odkril Johannes Haußleiter, opirajoč se nanj pa je novo kritično izdajo pripravila Martine Dulaey, ki je izšla v zbirki Sources Chrétiennes (Krščanski viri). Slovenski prevod, ki ga je pripravil Miran Špelič, se opira na objavo Dulaeyeve (Viktorin Ptujski, 1999). Razlago Razodetja Viktorin piše po načelu glosiranja: citira kratek odlomek iz Razodetja, ki mu sledi alegorična razlaga.[15] Te se je Viktorin učil pri prvaku te metode – Origenu. V Razlagi so obravnavani samo nekateri odlomki Razodetja – tisti, ki naj bi bili težje razumljivi.
- O zgradbi sveta (De fabrica mundi) prinaša Viktorinovo vizijo strukture sveta, v kateri izhaja iz števila 7, pomembni pa sta tudi števili 4 in 6. Besedilo je nastalo v letih 250–260 in je tako starejše kot Razlaga. Po neki domnevi naj bi bilo to delo odlomek iz izgubljene Razlage Geneze.
- Kronološki fragmenti (Fragmentum chronologicum) navaja ključne datume iz Jezusovega življenjepisa, kakor naj bi jih Viktorin prepisal iz pergamentov jeruzalemskega škofa Aleksandra, ta pa lastnoročno iz apostolskih spisov.
- O desetih devicah je razlaga istoimenske prilike iz Evangelija po Mateju (Mt 25,1–13). Možno je, da gre za odlomek iz Razlage Evangelija po Mateju, ki je sicer Hieronim poimensko ne omenja.
- Fragmenti Viktorinove misli pri drugih avtorjih (fragmenta sensus Victorini apud ceteros auctores), med njimi Hieronim, Izidor Seviljski in Kromacij Oglejski.

## Nauk
Viktorinovo pisanje je očitno pod vplivom janezovske teologije, ravno tako je podoben vpliv opazen v njegovi teologiji in v nekaterih drugih (večinoma liturgičnih) elementih znotraj krščanske skupnosti v Poetoviu. Poleg tega vzhodno krščanskega vpliva pa je v poetovijski skupnosti opazen zahodni vpliv, ki je prišel preko Ogleja, obenem pa so se preko tega središča Viktorinova dela razširila po Severni Italiji in naprej po celotnem Zahodu, vendar samo do takrat, ko so z dekretom prepovedali uporabo njegovih del pri bogoslužju.

Viktorin je bil milenarist, kar je bilo sicer značilno za prva desetletja krščanstva. Milenarizem (tudi hiliazem) poznamo v različnih oblikah, Viktorin pa ga je prevzel po Ireneju Lyonskem, pri čemer si je predstavljal zgodovino v sedmih tisočletjih, od katerih bo zadnje Kristusovo kraljevanje na zemlji, zatem pa bo sodba. Svojo izpeljavo je podal v delu O zgradbi sveta v poglavju 6, kjer pravi:
»Zato je Gospod tem sedmim dnem [stvarjenja sveta] določil posamezna tisočletja. Tako je namreč zanesljivo: V tvojih očeh, Gospod, je tisoč let kot en dan (Ps 90,4; 2 Pt 3,8).Torej so bila v božjih očeh ustvarjena posamezna tisočletja: zapisano imam, da je namreč Gospodovih oči sedem (Zah 4,10). Kakor sem torej omenil, je resnična sobota sedmo tisočletje, v katerem bo Kristus vladal s svojimi izvoljenimi.«
Viktorinov milenarizem je miren in služi krepitvi vere v Kristusa, ne pa militarizmu oziroma posvetnosti. Predstavljal si ga je duhovno in se ob tem opiral na Irenejevo pojmovanje rekapitulacije (zedinjenja v »glavi«, ki je Kristus). V tem je ključna razlika s tisto vejo milenarizma, ki jo je zagovarjal Kerint (deloval v 1. stoletju), to je, da je treba svetopisemske vrstice Raz 20,1–6 razumeti kot zemeljsko tisočletno kraljestvo, ki bo nastopilo po vstajenju pravičnih in kjer bo Kristus svojim izvoljenim dopustil zemeljske naslade. Ta oblika je bila že od vsega začetka obsojena kot heretična.

## Češčenje
Ptujski nadžupnik in dekan Frančišek Ignacij grof Inzaghi je leta 1768 prosil papeža, da bi odobril posebno češčenje mestnega zavetnika, vendar je bila ta prošnja zavrnjena. Na ponovno prošnjo škofa Antona Martina Slomška je bilo češčenje odobreno za celotno Lavantinsko škofijo. Tako se Viktorinov god, ki se tradicionalno obeležuje 2. novembra, obhaja dan kasneje, 3. novembra, to pa zaradi dejstva, ker se 2. novembra obhaja pomemben praznik vernih duš v vicah.
Sveti Viktorin je običajno upodobljen v škofovski obleki z mečem in palmovo vejo v roki ter knjigo v naročju. S temi atributi je upodobljen tudi na freski župnijske cerkve v Novi Cerkvi. Leta 2003 so na Ptuju med Cerkvijo sv. Jurija, gledališčem in mestnim stolpom postavili kip svetega Viktorina, ki ga je izdelal Viktor Gojkovič. Na Ptuju se po njem imenuje Ulica Viktorina Ptujskega (prej Pletarska ulica) ter Minoritski samostan sv. Viktorina Ptuj. V okviru Teološke fakultete Univerze v Ljubljani deluje tudi Inštitut za patristične študije Victorinianum.
V Sloveniji ne obstaja kakšna cerkev, ki bi bila posvečena svetemu Viktorinu. Stranski oltar z njegovim patrocinijem se nahaja v ptujski cerkvi in v Cerkvi sv. Alojzija v Mariboru.